# Glockenturm

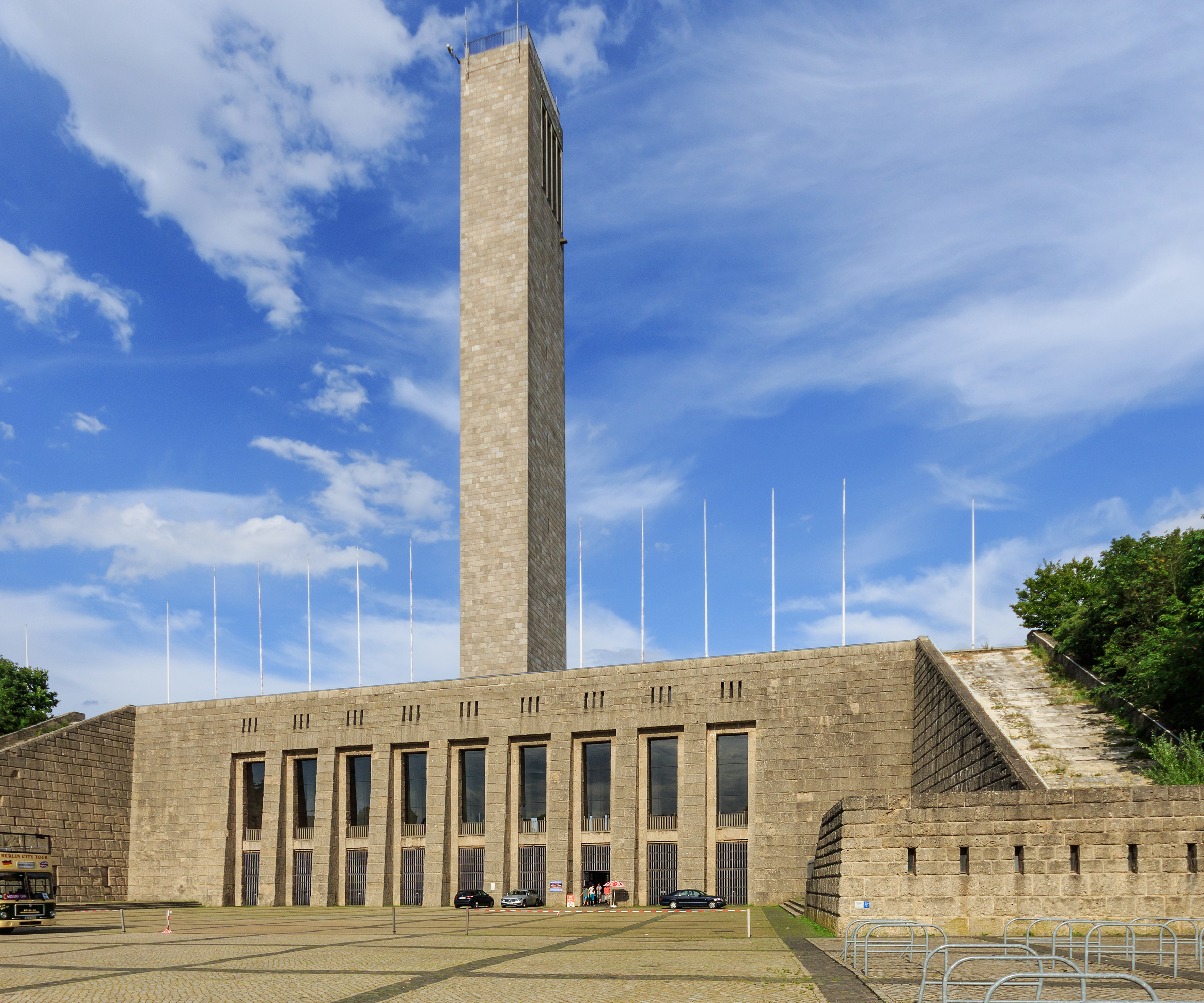
Glockenturm vid Berlins Olympiastadion.

Glockenturm, Berlins Olympiastadions klocktorn, är ett 77,17 meter högt utsiktstorn. 
Det byggdes 1934 efter Werner Marchs ritningar. Stålkonstruktionen kläddes med kalkstensplattor. Efter en brand var tornet inte längre säkert och sprängdes 15 februari 1947. Glockenturm återuppbyggdes 1960–1962 efter de gamla ritningarna. Werner March medverkade vid återuppbyggandet. I klocktornet hänger en 4,5 ton tung klocka med inskriften "Ich rufe die Jugend der Welt – Olympische Spiele 1936" ("Jag kallar världens ungdom – Olympiska sommarspelen 1936"). Den blev gjuten då den gamla klockan var skadad och inte kunde användas. Vid tornets fot ligger Langemarckhalle.